# الدوري المكسيكي الممتاز 2004
الدوري المكسيكي الممتاز 2004 (بالإسبانية: Torneo Clausura 2004)‏ هو موسم من الدوري المكسيكي الممتاز. كان عدد الأندية المشاركة فيه 20، وفاز فيه نادي أونيفرسيداد ناسيونال.